# Convento de São Bernardo (Portalegre)

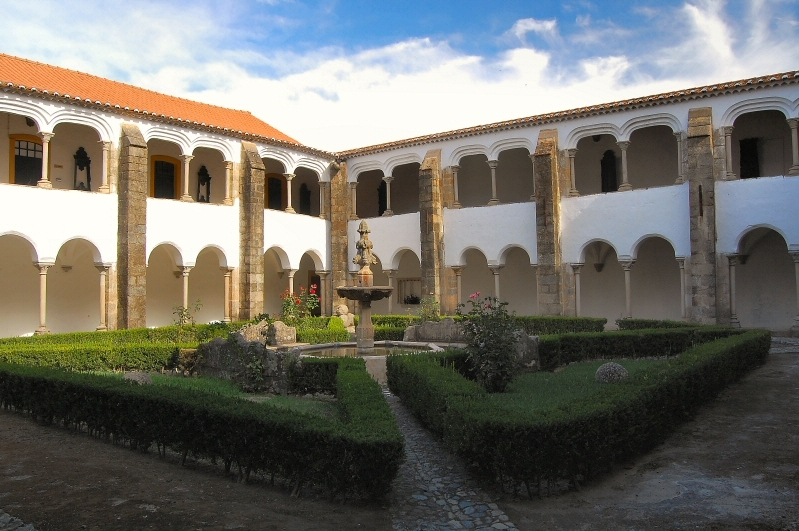
Um dos claustros

O Convento de São Bernardo ou Mosteiro de São Bernardo (nome completo: Mosteiro de Nossa Senhora da Conceição de Monjas da Ordem de Cister), está situado na cidade de Portalegre, Portugal. Foi fundado em 1518 pelo bispo da Guarda Jorge de Melo para albergar "donzelas sem dote". Parte do edifício está classificado como Monumento Nacional desde 1910. Em 1985 foi instalado no convento o Centro de Formação de Portalegre da Guarda Nacional Republicana.

## História
O mosteiro cisterciense feminino foi fundado em 1518 pelo bispo da Guarda, D. Jorge de Melo, com o fim de albergar "donzelas sem dote", tendo como padroeira Nossa Senhora da Conceição. O primeiro registo sobre as obras de construçã data de 1526. Nesse documento, alvará régio de João III, o rei confirma a doação do sítio da Fontedeira às religiosas do novo mosteiro por parte do concelho. Apesar da igreja e algumas dependências, como o dormitório, o refeitório e a sala do capítulo, já estarem erigidas em 1530, as obras prolonaram-se por várias décadas e a consagração só ocorreu em 16 de março de 1572, quando André de Noronha estava à frente da Diocese de Portalegre (criada em 1549).
As diversas campanhas de obra que tiveram lugar em diferentes épocas deixaram traços de vários estilos no convento, desde o Manuelino e Renascentista do século XVI, ao Barroco do século XVIII. Datam do século XVI o púlpito em mármore de Estremoz, decorado com motivos grotescos, o portal principal e o túmulo do fundador, D. Jorge de Melo. Estas obras de grande erudição foram erigidas entre 1538 e 1540 e são usualmente atribuídas a Nicolau de Chanterenne.
A fachada original foi substituída por um portal alpendrado, provavelmente no século XVII.
No século XVIII foram feitas novas obras de monta na igreja. Datam desta época diversos painéis de azulejos (1739) nas capelas laterais e a capela-mor, no transepto, na nave, no nártex, e ainda no alpendre exterior. A maior parte deles apresentam cenas da vida de São Bernardo.
O convento foi extinto em 1878, nele sendo instalado no ano seguinte o seminário diocesano. Em 1911 foi convertido em quartel. Posteriormente, entre 1932 e 1961 esteve instalado na igreja o Museu Municipal de Portalegre.
Após ter sido quartel da Polícia do Exército, a Escola Prática da Guarda Nacional Republicana foi instalada no convento em, situação que ainda (2023) se mantém.
A igreja, que inclui o túmulo de D. Jorge de Melo, foi classificada em 1910 como Monumento Nacional em 1910. Essa classificação foi alargada para incluir os dois claustros do convento em 1957.

## Características
A igreja apresenta planta em cruz, dividida em três naves. A cabeceira é composta por uma capela-mor, cujo altar já não existe actualmente, ladeada por duas capelas. Esta estrutura interior mostra-se ainda devedora das linhas de "raiz tardo-medieval muito portalegrense"
O portal principal apresenta uma decoração de elevada qualidade escultórica, de linguagem erudita povoada de motivos grotescos, com guerreiros, mascarões, seres híbridos, onde são evidentes diversas referências ao fundador do convento, nomeadamente o relevo com o seu brasão que está no frontão do portal.

## Túmulo de D. Jorge de Melo
Este túmulo é usualmente apontado como o maior e mais sumptuoso de Portugal e o símbolo de afirmação pessoal de D. Jorge de Melo como mecenas humanista. Acerca dele, teria comentado Filipe II de Espanha (I de Portugal)]] durante a sua visita a Portalegre: «grande gaiola para tão pequeno pássaro».
Tem 7 metros de largura e 12 de altura. Foi todo feito em mármore de Estremoz ainda em vida de D. Jorge, entre 1535 e 1540. Apresenta decorações esculpidas de grande qualidade, nomeadamente motivos grotescos, as representações de Santa Ana e São Joaquim, os bustos de São Pedro e São Paulo, e a figura jacente de D. Jorge de Melo.
O túmulo é fonte de controvérsia, seja quanto à autoria, seja quanto à leitura dos elaborados elementos iconográficos. A autoria é normalmente atribuída a Nicolau Chanterenne, nomeadamente pelas semelhanças com obras deste artista, como seja na Igreja da Graça, em Évora, construída na mesma altura do túmulo. No entanto, a enigmática sigla com as letras A.I.O. esculpida na base, que não corresponde a nenhum escultor conhecido da época, e a coexistência de duas temáticas diferentes (a alegoria da Morte e o culto mariano), que apresentam dissemelhaças na forma como são tratadas escultoricamente, serve de base a à discordância de alguns estudiosos. Foi avançada a hipótese da obra ter sido executada não por um, mas por dois mestres, o que explicaria a existência de duas temáticas.